# Société franco-tunisienne de banque et de crédit
La Société franco-tunisienne de banque et de crédit (arabe : الشركة الفرنسية التونسية للبنك والقرض) ou SFTBC est une banque tunisienne disparue, spécialisée dans le financement de l'achat de véhicules automobiles.
Elle appartient à la Société franco-américaine de banque. En 1960, la SFTBC est menacée par la faillite ; 85 % de ses actions sont cédées à la Société tunisienne de banque, la banque tunisienne la plus prestigieuse de l'époque.
En 2002, la SFTBC disparaît en donnant naissance à l'Union internationale de banques.